# Olaf Solli
Olaf Solli ist ein ehemaliger norwegischer Skispringer.

## Werdegang
Solli startete bei der Vierschanzentournee 1960/61 zu seinem ersten internationalen Turnier und überzeugte beim ersten Springen auf der Schattenbergschanze in Oberstdorf mit einem guten 20. Platz. Am Neujahrstag 1961 erreichte er auf der Großen Olympiaschanze in Garmisch-Partenkirchen den 26. Platz. Auf der Bergiselschanze in Innsbruck verpasste er als Vierter mit nur 1,2 Punkten auf den Dritten Platz knapp das Podium, bevor er auf der Paul-Außerleitner-Schanze in Bischofshofen ebenfalls als Sechster eine sehr gute Leistung erreichte. In der Gesamtwertung erreichte er damit den achten Rang.
Bei den Norwegischen Meisterschaften 1962 in Skien gewann er hinter Arne Larsen und vor Johan Flytør die Silbermedaille von der Normalschanze.